# Rodrigo Guerrero
Rodrigo Guerrero est un boxeur mexicain né le 10 janvier 1988 à Mexico.

## Carrière
Passé professionnel en 2005, il devient champion du monde des super-mouches IBF le 8 octobre 2011 après sa victoire aux points contre Raúl Martínez. Le verdict a été rendu à l'issue de la 6e reprise à la suite d'un choc de têtes accidentel entrainant une blessure. Martinez avait été compté par l'arbitre au 3e round. Guerrero cède sa ceinture dès le combat suivant le 11 février 2012 aux dépens de son compatriote Juan Carlos Sánchez Jr. Il bat ensuite Daniel Rosas puis enchaine 4 autres victoires avant de s'incliner contre Stuart Hall en 2016.